# Тернате (Італія)
Тернате (італ. Ternate) — муніципалітет в Італії, у регіоні Ломбардія, провінція Варезе.
Тернате розташоване на відстані близько 530 км на північний захід від Рима, 55 км на північний захід від Мілана, 11 км на захід від Варезе.
Населення — 2542 особи (2014).

## Демографія
Населення за роками:

Станом на 1 січня 2023 року в муніципалітеті офіційно проживало 111 іноземців з 30 країн, серед них 26 громадян країн Євросоюзу та 3 громадяни України.

## Сусідні муніципалітети
- Б'яндронно
- Каццаго-Браббія
- Комаббіо
- Інарцо
- Траведона-Монате
- Варано-Боргі